# Aleksandrov mozaik
Aleksandrov mozaik, također poznat kao mozaik bitke kod Isa, rimski je podni mozaik izvorno iz Faunove kuće u Pompejima (navodna imitacija Filoksena iz Eretrije ili Apelove slike, 4. stoljeće pr. Kr.) koji datira iz c. 100 godina prije Krista. Tipično se datira u drugu polovicu stoljeća između 120. i 100. pr. Kr. Prikazuje bitku između vojske Aleksandra Velikog i Darija III. Perzijskog, a dimenzija je 2.72 m x 5.13 m. Ovo umjetničko djelo kombinacija je različitih umjetničkih tradicija kao što su italska, helenistička i rimska. Mozaik se smatra "rimskim" na temelju šireg konteksta njegovog vremena i lokacije u odnosu na kasniju Rimsku Republiku. Izvornik se čuva u Napuljskom nacionalnom arheološkom muzeju (nije javno izložen). Vjeruje se da je mozaik kopija helenističke slike iz ranog 3. stoljeća prije Krista.

## Tema

### Bitka
Aleksandar od Makedonije borio se protiv Darija III., vrhovnog zapovjednika perzijske vojske, dok se kretao na zapad preko Sredozemlja.
Mozaik ilustrira bitku u kojoj Aleksandar napada perzijskog kralja Darija. Na lijevoj strani slike vidi se Aleksandar Makedonski s kacigom koja mu je pala s glave i zabrinutim izrazom lica. Kopljem probode vojnika na konju ispred sebe i ubije ga. Protagonist slike, Darije III., pruža ruku prema umirućem vojniku, dok drugi vojnik pokušava izvući kraljeva kola iz scene bitke. Scena bitke uključuje preko 50 muškaraca.
Prikazuje bitku između vojske Darija III od Perzije i Aleksandrove, a ima dimenzije 2,72 m x 5,13 m. Ovaj mozaik, koji datira iz kasnog 2. ili ranog 1. stoljeća prije Krista i tipičan je za pompejanske pločnike, izrađen je od tesserae, a ne od opus signinuma ili drugih oblika kamenih krhotina stavljenih u žbuku. Ova se slika ističe među drevnim umjetničkim djelima jer prikazuje veliku skupinu vojnika, prikazuje svaku figuru s pedantnom pažnjom posvećenom detaljima, vješto bilježi izraze koji se pojavljuju na licima ratnika i koristi prigušene boje. Upravo u ovom trenutku Darije naređuje, jer su perzijska koplja još uvijek uperena u smjeru Grka, a kralj se vozi u kolima. Aleksandar je porazio Darija u bitci kod Isusa i ponovno dvije godine kasnije u bitci kod Gaugamele. Tradicionalno se vjeruje da djelo prikazuje bitku kod Isa.

### Aleksandar i Darije
U mozaiku se nalaze mnoge figure na vrlo velikom prostoru. Dvije najistaknutije i najprepoznatljivije figure su Aleksandar Veliki i perzijski kralj Darije III. Aleksandar je prikazan u profilu okrenut prema lijevoj strani mozaika. On je prikazan u akciji s kopljem u desnoj ruci koje odbija ruka neprijateljskog konjanika koji ga drži za dršku ispod njegove oštre glave dok se njegov konj strmoglavljuje na tlo. Aleksandar ima rimski nos i stoički izgled u borbi. Aleksandar nosi oklop s glavom Meduze, tradicionalnim simbolom Atene.
Aleksandar jaše svog konja Bukefala. Prikazan je s puno kovrčave kose meke teksture. Njegova kosa tipična je za grčki kraljevski portret koji je nastao u 4. stoljeću pr. Aleksandrov je pogled uperen u perzijskog kralja Darija. Aleksandar na mozaiku ne nosi bojnu kacigu da bi se mogao prepoznati kao veliki osvajač. Nakon što je Aleksandar Veliki proglašen kraljem Azije oko 330. pr. Kr., usvojio je novi stil kraljevskog dvora. Njegov kostim je ponovno promišljen i redizajniran s novim kraljevskim obilježjima i naglaskom na dekadenciju. Znanstvenici vjeruju da je Aleksandar imao specifičnu predodžbu o tome što znači biti kralj u Aziji i biti Veliki kralj, stoga je zahtijevao da njegova odjeća bude veličanstvena kako bi zapovijedao svojim novim pokorenim narodom. Aleksandar je namjeravao zamijeniti Darija na mjestu perzijskog kralja visoko proširenom autokracijom, uz poštovanje i autoritet.
Darije se može prepoznati kao druga velika figura u mozaiku. Darije i njegov kočijaš zauzimaju veliki dio desne polovice mozaika. Okružuju ga različiti nesigurni elementi. U pozadini Darijev kočijaš šiba konje da pobjegnu sa mjesta bitke. Na licu perzijskog kralja vidljiv je strah i tjeskoba, što se posebno vidi u njegovim naboranim obrvama i dubokom mrštenju. Darije je postavljen držeći luk u lijevoj ruci dok mu je desna ruka ispružena prema Aleksandru. Točno ispred kraljevih kola nalazi se vojnik koji drži uzde svom konju. Konj je velika figura koja privlači veliku pozornost zbog svog položaja okrenutog prema natrag. Stražnji dio konja je okrenut prema publici s podignutim repom. Ovo se može smatrati referencom na perzijski poraz i prikazano slabo vodstvo. Ili, jednostavnije, referenca na Darija kao "konjskog magarca", izraz koji je možda prisutan od davnih dana.

### Druge značajke
Prikazan je i Darijev brat Oksiat, koji se žrtvuje da spasi kralja. Radikalno skraćivanje – kao u središnjem konju, gledanom straga – i korištenje sjenčanja za prenošenje osjećaja mase i volumena pojačavaju naturalistički učinak scene. Ponavljana dijagonalna koplja, zveket metala i gomila ljudi i konja dočaravaju žamor bitke. U isto vrijeme radnju zaustavljaju dramatični detalji kao što su pali konj i perzijski vojnik u prvom planu koji promatra vlastite smrtne muke odražene u štitu.

## Povijest mozaika

### Proizvodnja
Mozaik je napravljen od oko milijun i pol sićušnih obojenih pločica zvanih tesserae, raspoređenih u postupnim krivuljama zvanim opus vermiculatum (također poznat kao "rad crva", jer se čini da repliciraju usporeno kretanje crva koji gmiže). Te su tesere bile široke oko 2 mm, a procjenjuje se da je u mozaiku korišteno više od četiri milijuna komada. Skala boja rimskih mozaika izuzetno je bogata gradacijom. Proces prikupljanja materijala za mozaike bio je složen poduhvat jer se skala boja temeljila isključivo na komadićima mramora koji su se mogli pronaći u prirodi. Slijedeći stil mnogih drugih helenističkih umjetnika, cijeli mozaik je sastavljen od crvene, žute, crne i bijele boje. Mozaik je neobično detaljan rad za privatnu rezidenciju i vjerojatno ga je naručila bogata osoba ili obitelj. Postoje dokazi da je mozaik uvezen s Istoka, jer ima mjesta gdje su neki detalji iskrivljeni i promijenjeni. Neki znanstvenici tvrde da je to dokaz da je mozaik napravljen u dijelovima i ponovno sastavljen u Pompejima. Činjenica da je ova scena napravljena za gledanje u kući rimskog civila otkriva da je Aleksandar Veliki za Rimljane bio više od herojske slike. Budući da su rimski vođe slijedili Aleksandrovu sliku, rimski su civili također težili oponašanju moći koju je on predstavljao. Budući da je mozaik bio složen na podu gdje je pokrovitelj mogao primati goste, bio je to prvi ukrasni predmet koji bi posjetitelj vidio kada bi ušao u tu prostoriju. Suvremena istraživanja pokazuju da je možda više stupova uklonjeno iz kolonade kako bi se poboljšalo osvjetljenje i preglednost mozaika.
Slično grčkim slikama, mozaik Aleksandra Velikog nema bogatu ikonografiju prema vrhu, koji bi na okomitoj plohi bio znatno viši od vidokruga promatrača i zaokupljao manje kreativne pozornosti. Ovo je jedan od načina na koji su dva oblika umjetnosti međusobno usporediva. Kao bonus, mozaik prikazuje realizam i naturalizam tipičan za grčke prikaze ljudi, posebno u pogledu izraza lica, emocionalnog tona i anatomske strukture.

### Originalnost
Vjeruje se da je Aleksandrov mozaik kopija helenističke grčke slike nastale tijekom 4. stoljeća pr. Stil mozaika je izrazito grčki jer u krupnom planu prikazuje portrete glavnih junaka bitke. Tipično u grčkim scenama bitaka heroje je teško definirati unutar meteža. Mozaik sadrži vrlo specifične detalje za koje znanstvenici vjeruju da bi bili izgubljeni da je mozaik nastao kasnije od nekoliko stotina godina nakon bitke. Opće je prihvaćeno uvjerenje u vezi s Aleksandrovim mozaikom da se za tumačenje značenja rimske kopije mora koristiti grčki izvornik. Rasprava među znanstvenicima oko značaja rimske kopije je da se ona ne može i ne treba tumačiti u istom kulturnom i povijesnom kontekstu kao grčki izvornik. Neki vjeruju da time rimskim umjetnicima oduzima i kontekst i postignuća. Smatra se da je mozaik kopija ili slike Aristida iz Tebe ili izgubljene freske iz kasnog 4. stoljeća prije Krista slikara Filoksena iz Eretrije. Potonje spominje Plinije Stariji (XXXV, 110) kao nalog za makedonskog kralja Kasandra.

### Kontekstualiziranje grčke i rimske verzije
Danas postoje ograničeni dokazi za kontekstualizaciju mnogih, ako ne i većine, ponovno otkrivenih rimskih umjetnina. Aleksandrov mozaik prikazuje bogatu tematsku priču o dvjema povijesnim ličnostima uključenima u ključnu bitku. Ova je slika najvjerojatnije postavljena u Faunovu kuću kako bi uključila i evocirala moć Aleksandra Velikog u rimskim kanonskim prikazima. Ovaj mozaik je u potpunosti sposoban prenijeti širu poruku zbog svog datuma pronalaska i lokacije, prenoseći bogat grčki i rimski povijesni kontekst i pozadinu, posebno kroz obilježavanje odlučujuće grčke pobjede nad Perzijancima.
Budući da mozaik povezuje likove Aleksandra i Darija s netradicionalnim simbolima, Aleksandra s gorgonom i Darija s križem, neki znanstvenici tvrde da on prikazuje Perzijance na simpatičan način..

### Moderna povijest
Aleksandrov mozaik sačuvan je zahvaljujući vulkanskom pepelu koji se nakupio na mozaiku tijekom erupcije vulkana Vezuv u gradu Pompeji 79. godine. Ovo rimsko umjetničko djelo pronađeno je umetnuto u tlo Faunove kuće između dva otvorena peristila. Mozaik je korišten za ukrašavanje eksedre koja je otvorena soba ili prostor koji sadrži sjedenje koje se koristi za razgovor. Faunova kuća bila je veliko imanje koje se sastojalo od jednog cijelog bloka u Pompejima; radi se o prostoru od oko 3000 četvornih metara.
Kao značajno umjetničko djelo i dio povijesti, prizor Mozaika ostao je u društvenoj i kulturnoj sferi. Mozaik je ponovno otkriven 1831. u Pompejima u Italiji, a kasnije je prevezen u Napulj u rujnu 1843. Aleksandrov mozaik sada je izložen na zidu i čuva se u Napulju. Donedavno je bio izložen u Nacionalnom arheološkom muzeju u Napulju, iako je trenutačno njegovo mjesto prekriveno natpisom s faksimilom i čini se da je uklonjen radi restauracije ili izlaganja na drugom mjestu. Godine 1956. Aleksandrov mozaik bio je prikazan na novčanici od 1000 ₯.

### Moderna kopija
Godine 2003. Međunarodni centar za proučavanje i podučavanje mozaika (CISIM) u Ravenni, Italija, predložio je izradu kopije mozaika. Nakon što je CISIM dobio odobrenje za projekt, majstor mozaika Severo Bignami i njegov tim od osam ljudi snimili su veliku fotografiju mozaika, ocrtali sliku tamnim markerom i stvorili negativan dojam.
Tim je sastavljao mozaik u dijelovima u 44 glinena okvira, pokušavajući sačuvati dijelove mozaika na točnom mjestu na kojem se nalaze u izvornom mozaiku. Stalno su morali držati tanjure mokrima. Zatim su pritisnuli maramicu na glinu kako bi stvorili sliku obrisa mozaika u glini. Tim je rekreirao mozaik s oko 2 milijuna komada različitih vrsta mramora. Kada su postavili sve dijelove, rezultat su prekrili slojem ljepila i gaze i izvukli ga iz gline. Svaku su sekciju postavili na sintetički beton, a zatim spojili sekcije spojem od stakla, vune i plastike.
Projekt je trajao 22 mjeseca i koštao je 216.000 USD. Kopija je postavljena u Faunovoj kući u Pompejima 2005.

### Konzervacija
Godine 2015. IPERION CH, integrirana platforma za europsku istraživačku infrastrukturu o kulturnoj baštini, istraživala je mozaik i upotrijebila razne neinvazivne tehnike analize kako bi otkrila fizički sastav mozaika, uz učenje koji su dijelovi originalni, a koji dodani  nakon ponovnog otkrića. Godine 2018. izrađen je fotogrametrijski model mozaika koji otkriva nedostatke i pukotine nevidljive ljudskom oku.
U siječnju 2021. Nacionalni arheološki muzej u Napulju započeo je veliki projekt restauracije u pokušaju očuvanja mozaika. U početnoj procjeni mozaika otkriveno je više problema, uključujući odvojene mozaike, pukotine, ispupčenja i površinska udubljenja. Neka su područja već bila tretirana, poput višestrukih pukotina koje su bile prekrivene tankim papirnatim zavojima u tehnici „velinatura“, u prethodnim restauratorskim poduhvatima.

### Aleksandrov mozaik u povijesti kuće
Faunova kuća u Pompejima odmah je prepoznata po svojoj veličini i uređenju kao jedna od najvažnijih kuća u gradu. Adolf Hoffmann tvrdi da je Faunova kuća izgrađena u dvije glavne faze.
Prva faza se razlikovala od druge po tome što je Hoffmann naziva "prvom Faunovom kućom" i nedavno je pokušao rekonstruirati. U prvoj polovici ili najkasnije sredinom drugog stoljeća prije Krista izgrađena su dva atrija (sa slike: 27 i 7) i prvi peristil (sa slike: 36, izvorno u dorskom redu). Druga posebnost ove prve faze bila je odsutnost, sa sjeverne strane prvog peristila, Aleksandrovog mozaika i njegove eksedre (37). Velika prostorija, ispod kasnijih prostorija istočno od Aleksandrove eksedre (sa slike: 42, 38 i 43), služila je prvom peristilu kao njegova glavna eksedra tijekom ove prve faze. Općenito, prva inkarnacija Faunove kuće datirala je iz ca. 180. pr. Kr., zauzimao je dvije trećine insule i sastojao se od dva atrija, jedne male kuće i jednog peristila.
Prema Hoffmannu, eksedra Aleksandra nije izvorno bila dio rasporeda prvog peristila. Hoffmann je uočio da prvi peristil, izvorno izgrađen u dorskom redu, pripada najranijoj fazi kuće. Raspored prvog peristila ključ je dizajna kuće, kako u praksi tako i u teoriji. Prvi peristil dominira kućom ne samo vizualno i funkcionalno, već također upravlja dizajnom, određujući položaje i dimenzije ostalih glavnih dijelova. Soba je tako strateški smještena da ne bi bilo pretjerano reći da je ostatak kuće projektiran i izgrađen oko mjesta s velikim blagom umjetničkog mozaika postavljenim na podu.
Zatim, tvrdi Hoffmann, druga faza kuće - druga Faunova kuća - započela je opsežnom pregradnjom i renoviranjem prve kuće. Prvi peristil (36) je "preoblikovan u jonskom redu i rekonstruiran u novi peristil. Izgrađena je Aleksandrova eksedra (37), okrenuta prema jugu, na prvi peristil. Velika faza obnove počinje cca. 110. pr. Kr. i završava ca. 75. pr. n. e., uključivao je novi ukras u takozvanom prvom stilu (uključujući sve poznate mozaičke pločnike), kao i umetanje drugog ulaza u tetrastilni atrij, prijelaz iz dorskog u jonski u trijemu mali peristil, te izgradnja velikog sjevernog peristila.
Osim Aleksandrovog mozaika, nekoliko drugih podnih mozaika koji predstavljaju nilotske događaje i kazališne maske okružuju Aleksandrov mozaik. Ovo umjetničko djelo potječe iz raznih umjetničkih razdoblja i pokreta, uključujući rimski, helenistički i italski.. Ime ovog mozaika dolazi od činjenice da je pronađen u razdoblju Rimskog Carstva poznatom kao "kasna Rimska Republika".
Osam slikovnih mozaika položeno je u Kući Fauna kao dio velikog programa obnove s početka 1. st. pr. Kr. Mnogi od njih imaju ikonografiju koja ih povezuje s ptolemejskim Egiptom poput mozaičkog triptiha koji prikazuje egipatske životinje u nilotskom krajoliku, amblema ribe, amblema koji prikazuje mačku koja napada pticu koja predstavlja kipove s istom temom iz ptolemejskog Egipta i amblema druge životinje s temama Ptolomejskog Egipta. Tradicionalno se smatralo da su te kompozicije položene u različita vremena, Aleksandrov mozaik ca. 110. pr. Kr. i nilotski triptih oko. 80 godina prije Krista. Ovo gledište počiva na zapažanju da su baze stupova praga odsječene kako bi se smjestile ploče triptiha, te na percepciji da je triptih tehnički manje dovršen od Aleksandrovog mozaika.

## Galerija
- Aleksandar Veliki.
- Darije III.
- Središnji detalj mozaika.
- Detalj Perzijanaca na desnoj strani mozaika.
- Detalj mača na tlu iz donjeg desnog kuta mozaika (vide se pojedinačne tesserae).

## Vanjske poveznice
|  | Zajednički poslužitelj ima još gradiva o temi Aleksandrov mozaik |

- Reconstructed and completed Alexander mosaic.